# Theodore Sherman Palmer
Theodore Sherman Palmer (Oakland, 26 gennaio 1868 – 24 luglio 1955) è stato uno zoologo e naturalista statunitense.
Palmer nacque a Oakland, in California, e studiò all'università della California. Nel 1889 si unì alla Divisione di Mammalogia e Ornitologia Economica del Dipartimento dell'Agricoltura degli Stati Uniti, diretta da Clinton Hart Merriam. Nel 1891 intraprese una spedizione per studiare la biologia della Valle della Morte. Fu assistente capo del Dipartimento dal 1896 al 1902 e, in seguito, dal 1910 al 1914. Si interessò alla legislazione inerente alla natura, dirigendo un ramo di una organizzazione conservativa dal 1902 al 1910 e dal 1914 al 1916. Scrisse la bozza preliminare del trattato per la protezione degli uccelli migratori tra Canada e Stati Uniti (1916) e fu presidente della commissione che stese le prime regole del Migratory Bird Treaty Act (1918). Si ritirò nel 1933.
Palmer fu membro di circa 25 organizzazioni conservative nordamericane e di 4 straniere. Fu vicepresidente della Società Americana di Mammalogia dal 1928 al 1934 e un cofondatore della National Audubon Society.